# Štvanická lávka
Štvanická lávka (též lávka HolKa) je lávka přes Vltavu, která pro pěší a cyklisty propojuje Karlín, ostrov Štvanici a Holešovice v Praze. Jedná se o 20. vltavské přemostění v Praze, za téměř 352 milionů Kč, které nahradilo přívoz P7. Stavba začala v lednu 2022 a dokončena byla v červenci 2023. Most má díky speciálním technologiím a materiálu minimalistický vzhled.
Autory lávky jsou Petr Tej, Marek Blank a Jan Mourek.
Lávka byla plánována již od roku 1999, kdy byla navržena v souvislosti s revitalizací celého ostrova Štvanice. Lávka na západní konec ostrova byla navržena v roce 2008. Do té doby spojoval ostrov s oběma břehy jen Hlávkův most a Negrelliho viadukt, který slouží jen železniční dopravě, vstup na něj je zakázán. Lávka navazuje i na širší pěší a cyklistické vazby – například na pěší Žižkovský tunel.

## Historie
Příprava záměru postavit lávku ze Štvanice do Karlína a Holešovic byla městem oznámena na sklonku roku 1999. Praha 7 záměr podpořila – zástupce starosty přitom uvedl, že jde o poměrně starý nápad. V roce 2000 byly vybrány vítězné návrhy obou lávek od kolektivu architektky Aleny Šrámkové. Jako zhotovitel přeměny ostrova byla v roce 2000 vybrána německá společnost Club Meridian Company, která měla Štvanici přebudovat asi za miliardu korun do 45 měsíců od podpisu smlouvy. Kvůli povodním v roce 2002 byla ale realizace odložena.

### Karlín–Štvanice
V březnu 2008 radní hlavního města Prahy pro územní rozvoj oznámil, že právě probíhá veřejná soutěž na zhotovitele přeměny Rohanského ostrova a jednou ze zadávacích podmínek je i zahrnutí lávky na Štvanici. Developerem komplexu Rohan City je společnost Rohanský ostrov project. Podle informace z roku 2008 výstavba měla proběhnout do roku 2013.

### Holešovice–Štvanice
Lávka z východního konce ostrova do Holešovice měla vyústit na Bubenské nábřeží v blízkosti Pražské tržnice. Byla navržena jako zavěšená konstrukce se dvěma podporami v řečišti a dvěma na břehu. Projektovou dokumentaci pro Prahu zpracovala společnost Němec Polák na základě zadání z roku roce 2001 za 1,7 milionu Kč. Po povodních v roce 2002 projekt kvůli nově stanovené kulminační hladině přepracovala firma Výstavba inženýrských staveb. V prosinci 2006 náměstek primátora oznámil, že od stavby lávky bylo zcela upuštěno, protože by musela mít o 3 metry vyšší niveletu, než se původně plánovalo, a tedy by nebyla bezbariérová. U holešovické tržnice by byla rampa vysoká 3,5 metru, na Štvanici by se sestupovalo asi 6,5 metru.
V březnu 2008 mluvčí městské části Praha 7 prohlásil, že městská část návrh lávky podporuje od začátku století. Výstavba měla proběhnout do roku 2013.
Praha 7 podle informace Pražského deníku z roku 2016 preferovala v severním rameni řeky pontonovou lávku, která by v případě povodně byla odtažena do holešovického přístavu nebo v polovině rozpojena a vyvázána.

### Architektonická soutěž

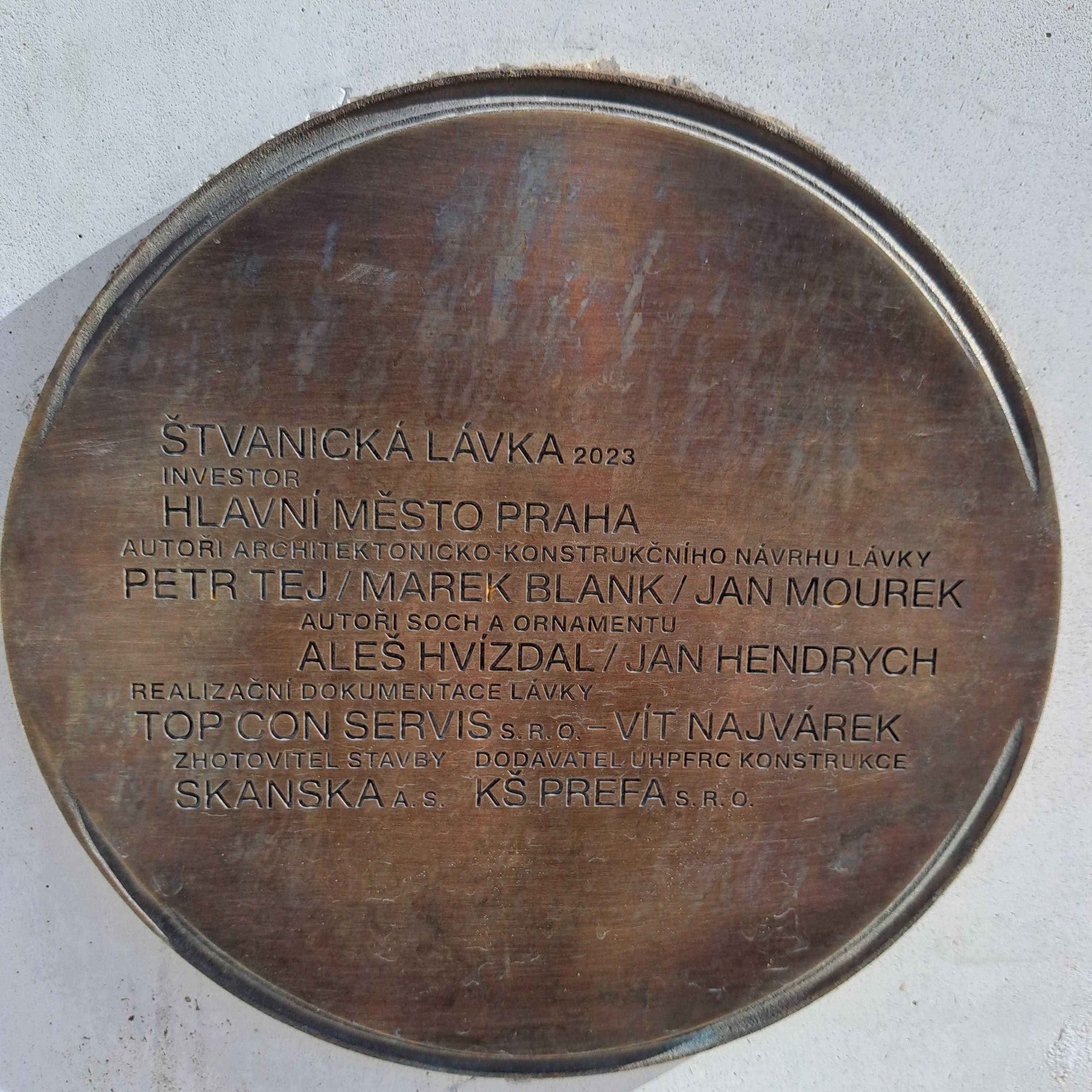
Plaketa s informacemi o lávce

V dubnu 2017 město prostřednictvím svého Institutu plánování a rozvoje vypsalo jednokolovou architektonickou soutěž na novou podobu lávky. Její výsledky měly být oznámeny koncem září 2017. Kvůli množství návrhů se však porota musela sejít dvakrát a výsledky byly oznámeny začátkem prosince 2017. Bylo podáno 53 návrhů, z toho 5 bylo vyloučeno pro pozdní podání. Zvítězil návrh architekta a mostního inženýra Petra Teje a architekta Marka Blanka, druhé místo nebylo uděleno, třetí místo získal návrh architektů Lukáše Landy a Pavla Raka.

### Začátek výstavby
Na začátku roku 2021 získala Praha na lávku pravomocné stavební povolení. Výstavba původně měla začít na konci léta 2021, skutečně ale začala až v lednu 2022. Pražský náměstek pro dopravu Adam Scheinherr oznámil, že zároveň proběhne koordinovaná rekonstrukce křižovatky Bubenské nábřeží a Argentinské, rekonstrukce zdejší tramvajové trati i celého holešovického nábřeží. Z něj se měla stát pěší promenáda s bezpečnějším nástupem do tramvají.
V době, kdy získala Praha stavební povolení, byly náklady odhadovány na necelých 200 milionů Kč, ale výsledná cena byla 352 milionů Kč.
S výstavbou mostu byla spojena také úprava okolí, kdy na Štvanici vznikne nový park a na Bubenském nábřeží vznikne nová široká bezbariérová promenáda s pohodlným nástupem do tramvají. Kromě toho se podařilo zkoordinovat i další úpravy, jako je rekonstrukce křižovatky Bubenského nábřeží a Argentinské ulice včetně oprav tramvajové tratě, nebo oprava sto let staré kanalizace.

### Dokončení výstavby a otevření
Lávka měla být původně otevřena začátkem roku 2023, práce ale podle architekta Petra Teje zkomplikovaly velké kameny na dně řeky, které bylo potřeba kvůli vytvoření základů pro pilíře provrtat. Další zdržení způsobily souběžně probíhající práce na Bubenském nábřeží i na Štvanici. V prosinci 2022 byl kvůli očekávanému zprovoznění lávky oznámen konec provozu přívozu P7, ten však nakonec fungoval až do dne samotného otevření lávky. Na konci června 2023 proběhly statické i dynamické zatěžkávací zkoušky pomocí nákladních automobilů o celkové hmotnosti přes 70 tun.
Lávka byla slavnostně otevřena v poledne 28. července 2023 za přítomnosti pražského primátora Bohuslava Svobody a 1. náměstka Zdeňka Hřiba.
Lávka funguje lávka v režimu předčasného užívání, tedy stavba je způsobilá a bezpečná k běžnému provozu veřejnosti. Jediným omezením do doby kolaudace je konání organizovaných akcí, jako je například koncert, pochod nebo běžecký závod.

### Cena
Ceny a odměny udělené v architektonické soutěži o návrh 1,55 miliónu Kč. Cena projektové dokumentace, inženýrské činnosti a autorského dozoru 31,45 miliónů Kč. Cena za zhotovení stavby (ze smlouvy o dílo) 360,60 miliónů Kč.

## Materiál, konstrukce a architektonika
Lávka dle vítězného architektonického návrhu z prosince 2017 překlenuje 38 metrů mezi Karlínem a Štvanicí a 149 metrů mezi Štvanicí a Holešovicemi. Lávka určená pro pěší s povoleným vjezdem cyklistů je tvořena čtyřmi na sebe navazujícími prostými poli o rozpětí 76,0 m + 64,0 m + 76,0 m + 84,0 m. Konstrukce je zhotovena z předpjatého UHPC betonu třídy C120/140. V příčném řezu má most otevřený profil tvaru písmene U o celkové šířce 3,5 m a výšce 1,6 m. V podélném směru je most navržen jako segmentový, dodatečné předpětí mostu je vedeno pouze v přímých liniích při použití lan z materiálu Y1860S7 a průměru 15,7 mm. Předpínací lana jsou uložena v HDPE chráničce s těsnicím materiálem.
Nejdelší pole je předepnuto čtrnácti přímými kabely tvořenými 21 kusy lan, pole menších rozpětí shodným počtem kabelů s nižším počtem lan, kabely jsou vedeny kanálky vnitřního průměru 105 mm. Krajní pole konstrukce je navrženo jako vertikálně pohyblivé, a to na krajní opěře, kde je umístěn hydraulický pístový mechanismus pro zajištění vertikálního posunu lávky v případě povodně se schopností zdvihu až nad úroveň povodně Q1000.
Most využívá speciální kompozit, ultra-vysokohodnotný beton, který se u staveb mostů využívá zřídka (lávka v Čelákovicích z roku 2014, lávka u Aldisu z roku 2023), ale propůjčí mostu vynikající mechanické vlastnosti a vysokou trvanlivost. Parapetní nosníky mají díky němu šířku pouhých 420 resp. 220 milimetrů. Materiál byl přitom vyvinut v Kloknerově ústavu Českého vysokého učení technického v Praze. Vzhledem se podobá bílému mramoru.
Charakter lávky typem konstrukce navazuje na Karlův most nebo most Legií, autoři se chtěli konstrukčně přiblížit pražským mostům. Tvarově je most jednoduchou nevysokou linkou v městské krajině, která nebrání ve výhledech na město. Z mostu je naopak výhled na Pražský hrad.
Součástí lávky je i zvedací konstrukce sloužící k ochraně mostu při povodních. Na Karlínské straně je vložen do konstrukce ocelový kloub, zatímco na holešovické zdvihací píst, který dokáže v případě povodní most v tomto místě vyzvednout o 3,2 m.

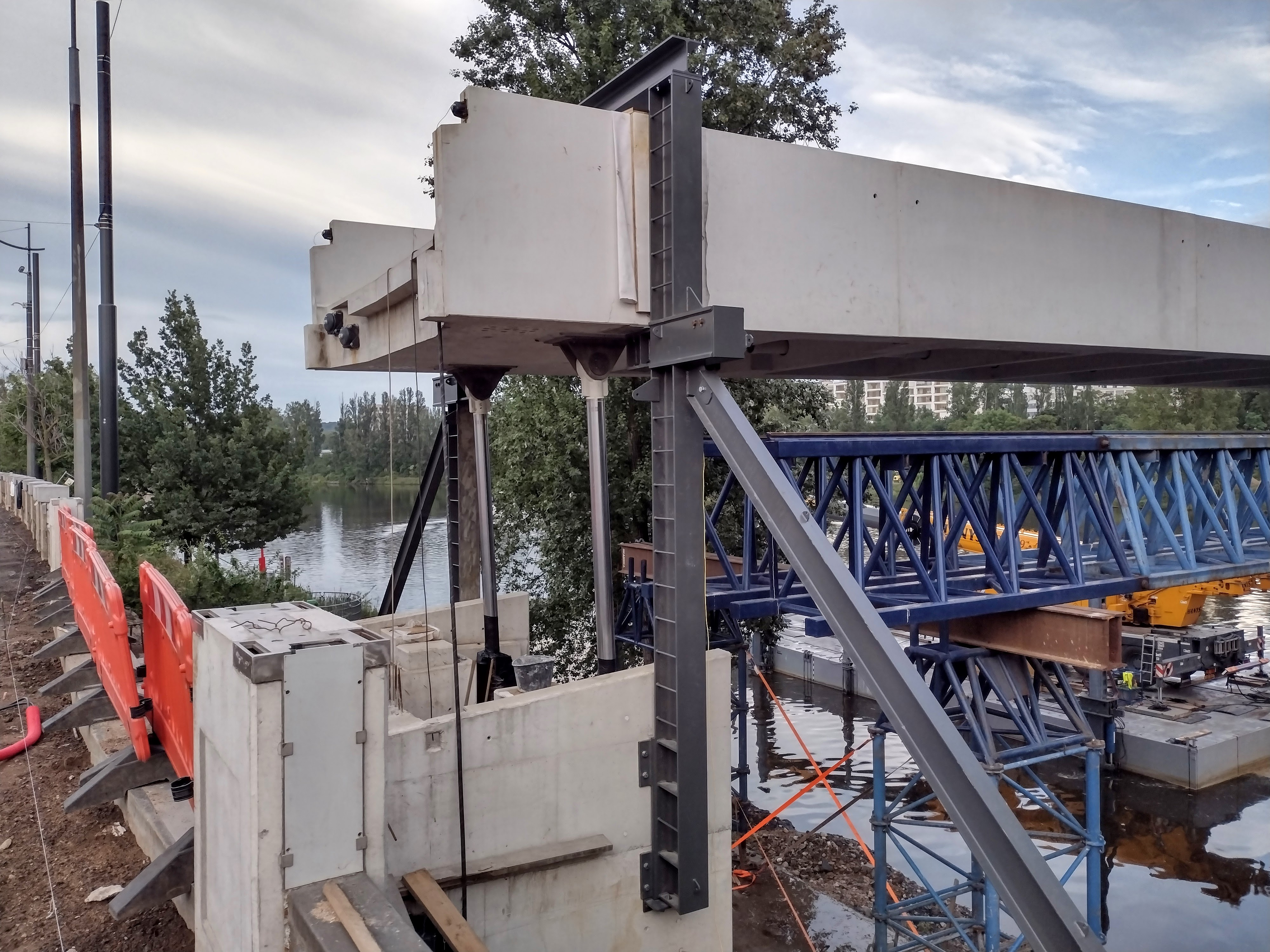
Zvednutý konec mostu na holešovické straně v době stavby mostu
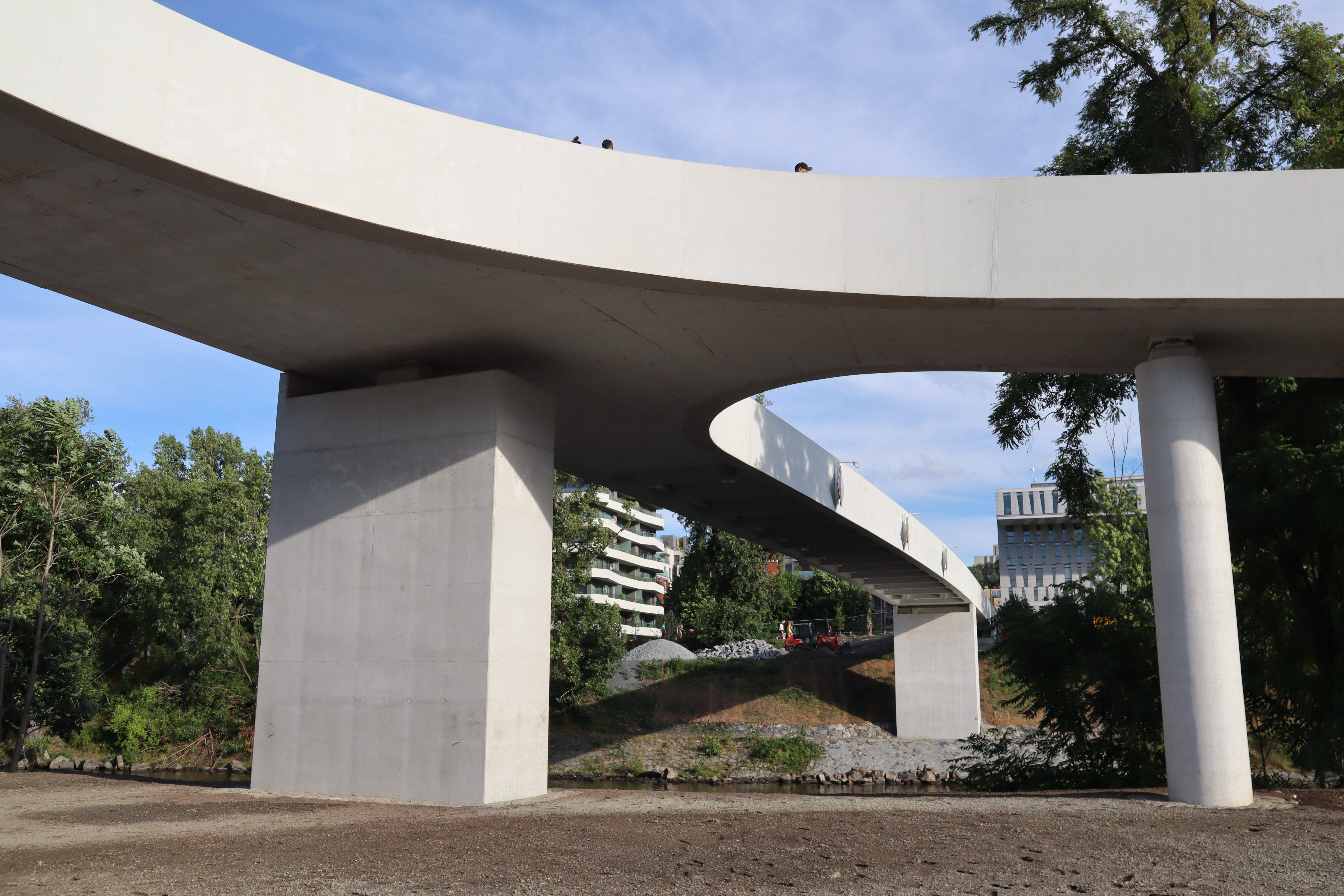
Pohled z ostrova Štvanice směrem ke Karlínu
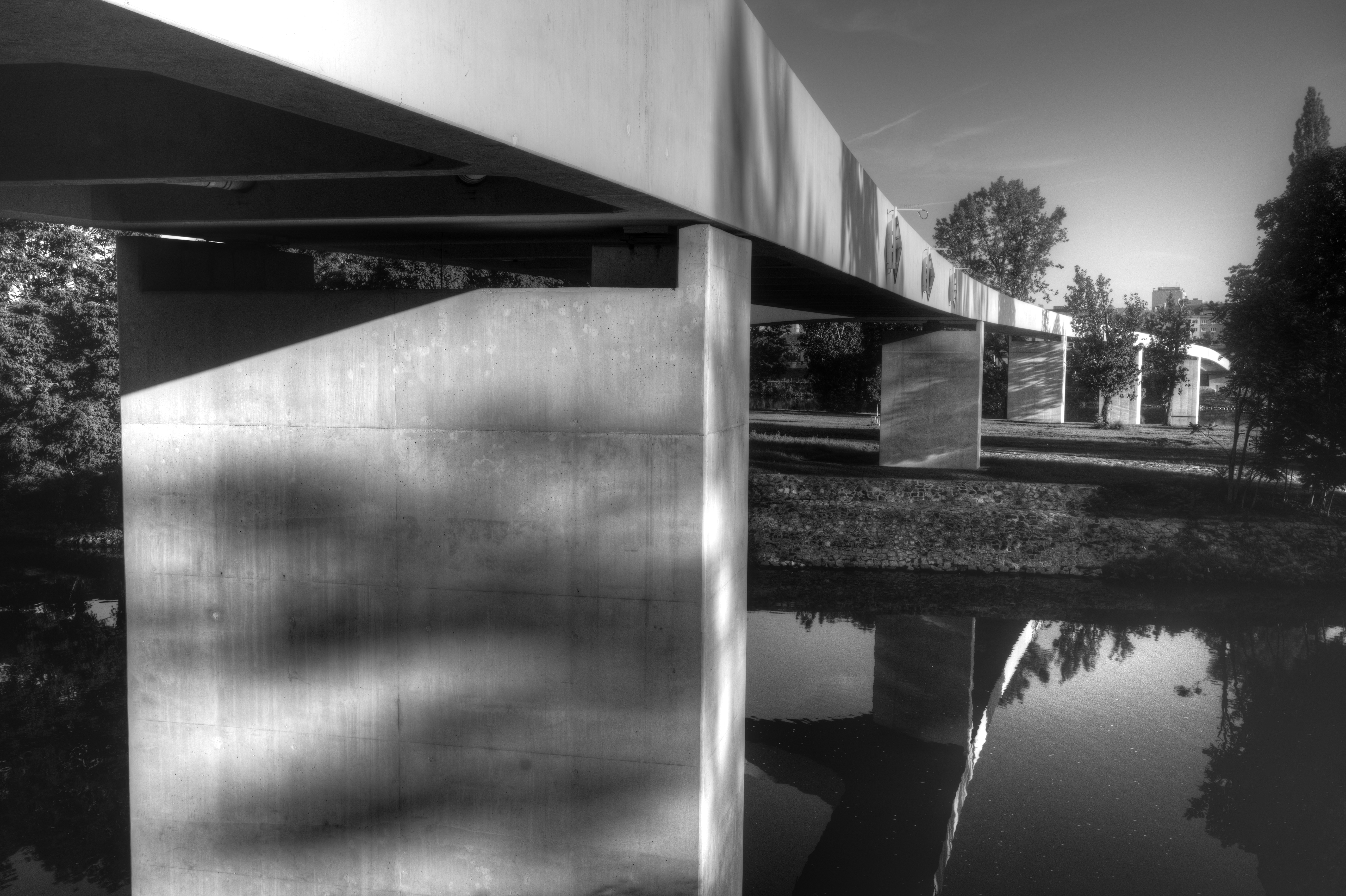
Vlnění lávky směrem z Karlína do Holešovic
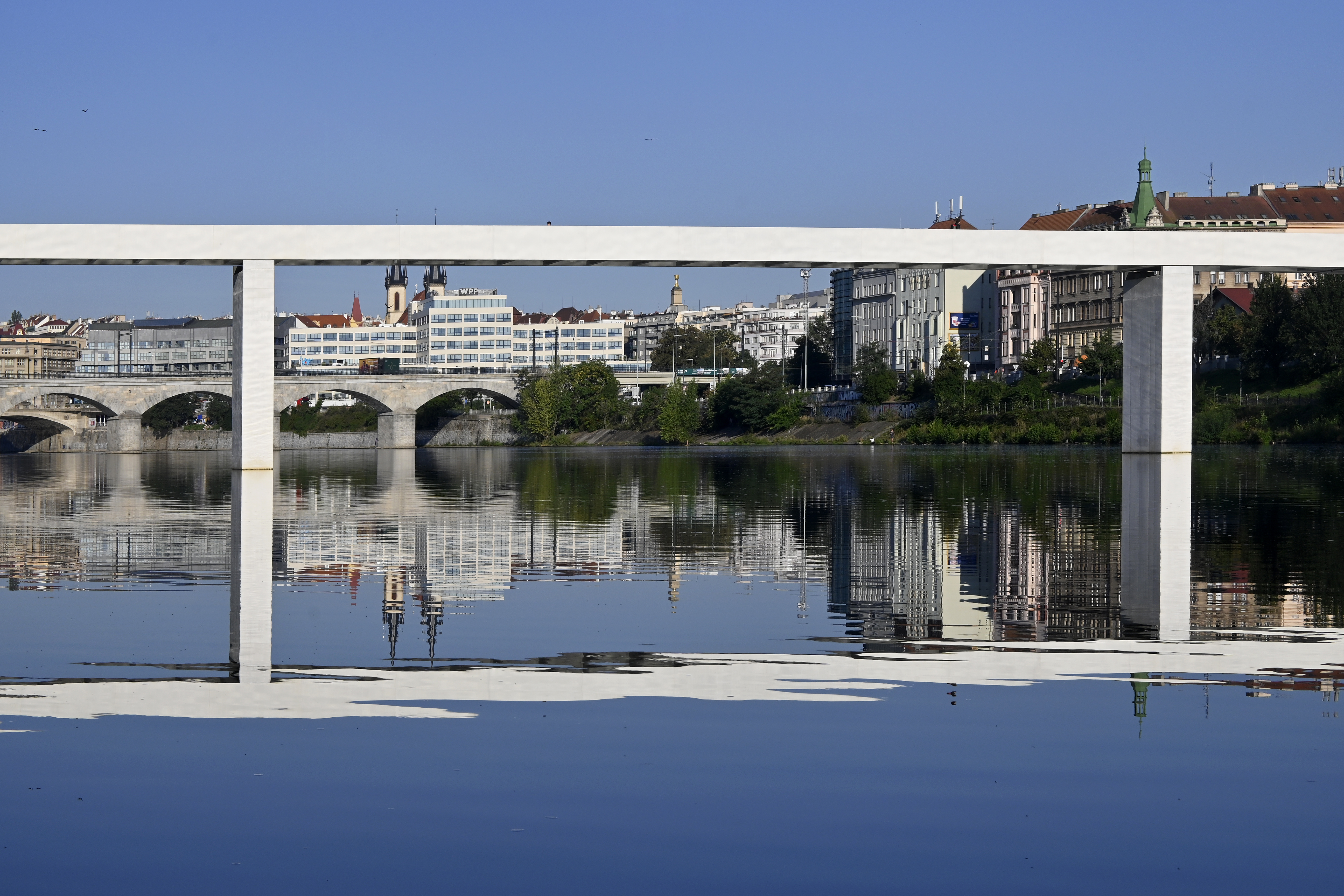
Pohled směrem na Holešovice. V pozadí Negrelliho viadukt

### Sochařská výzdoba
Bronzové zábradlí lávky zdobí podobizny zvířat. Na Štvanici to jsou zajíci, jelikož zde byly v minulosti pořádány hony na ně. Směrem na Holešovice zábradlí zdobí hlavy býků a směrem na Karlín s Invalidovnou to jsou hlavy koňů. Autorem madla a sochařských prvků je sochař Aleš Hvízdal. Na štvanické části také přibyla abstraktní figurální socha Řeka od sochaře Jana Hendrycha. 185 cm vysoká socha je umístěna poblíž paty lávky na ostrově, je umístěna na 1,5m soklu a vyrobena ze stejného materiálu jako zbytek lávky.

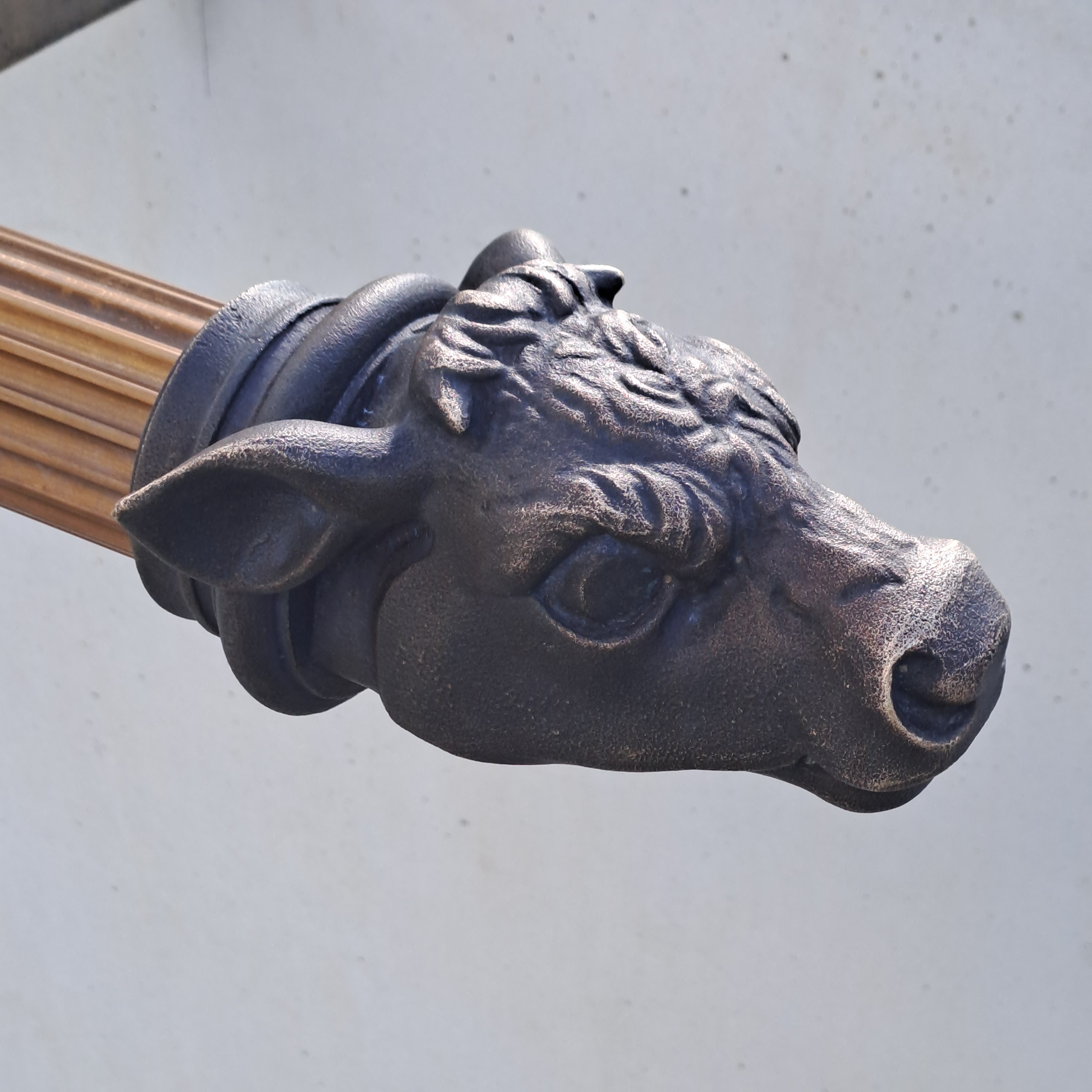
Konec zábradlí na holešovickém konci lávky
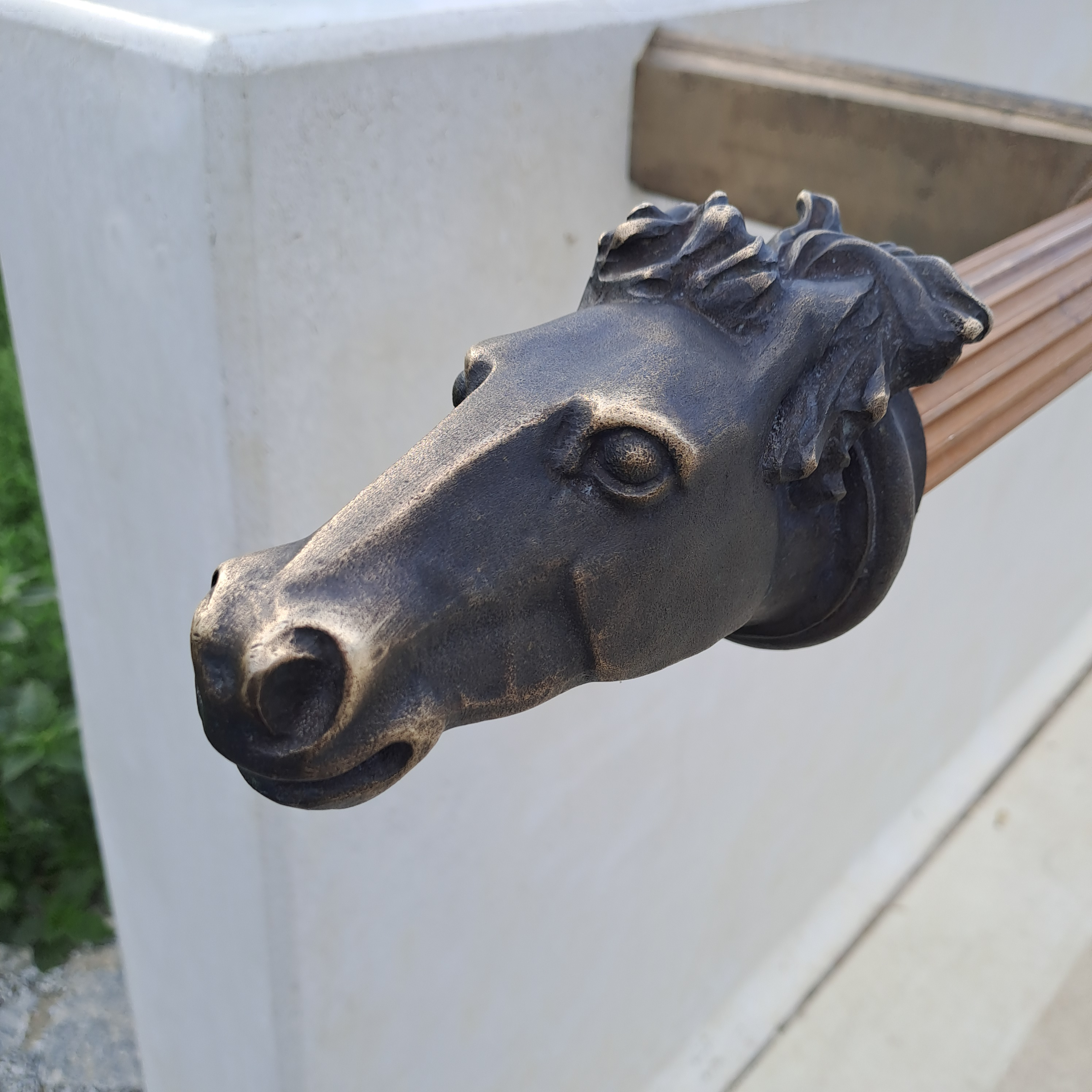
Konec zábradlí na karlínském konci lávky
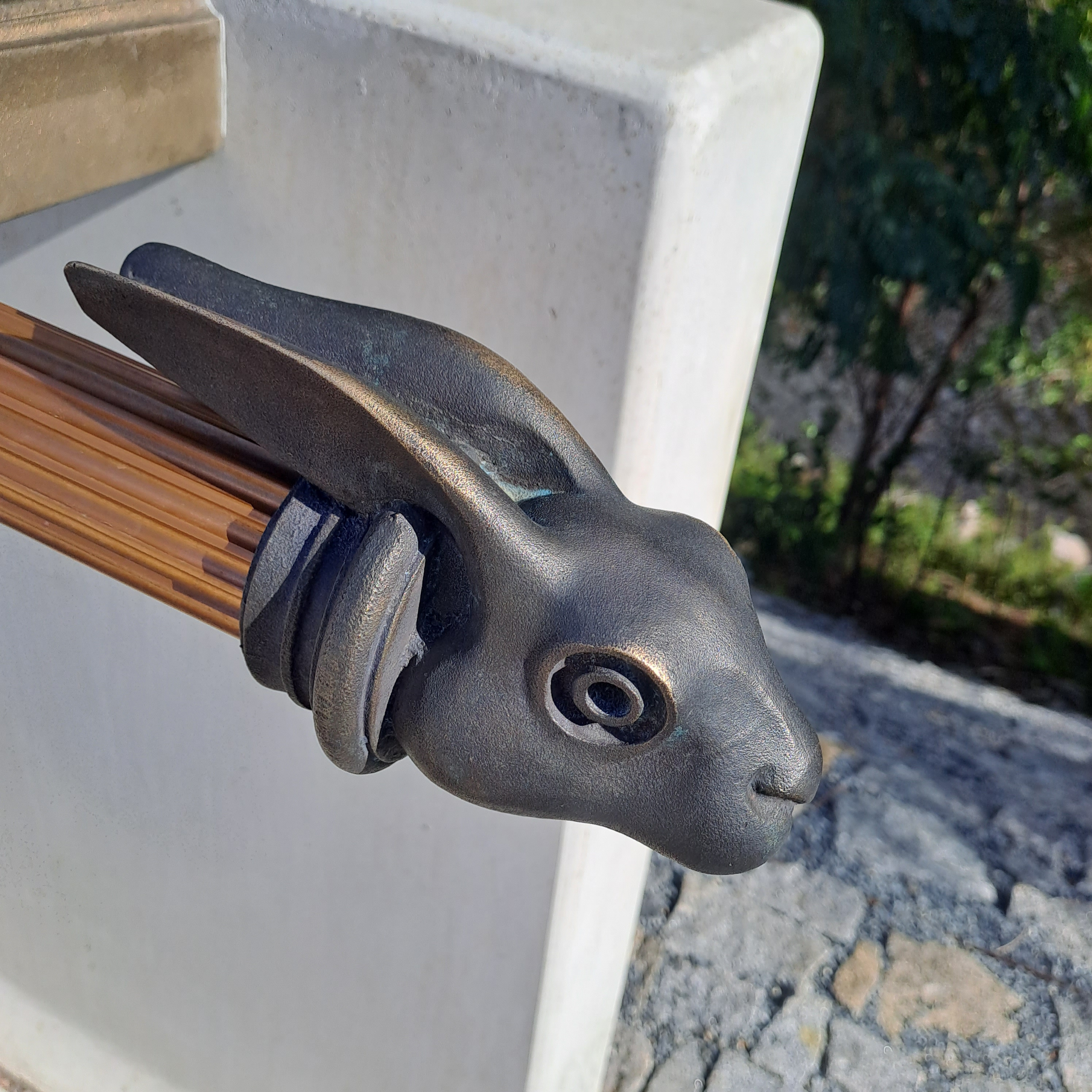
Konec zábradlí na Štvanici
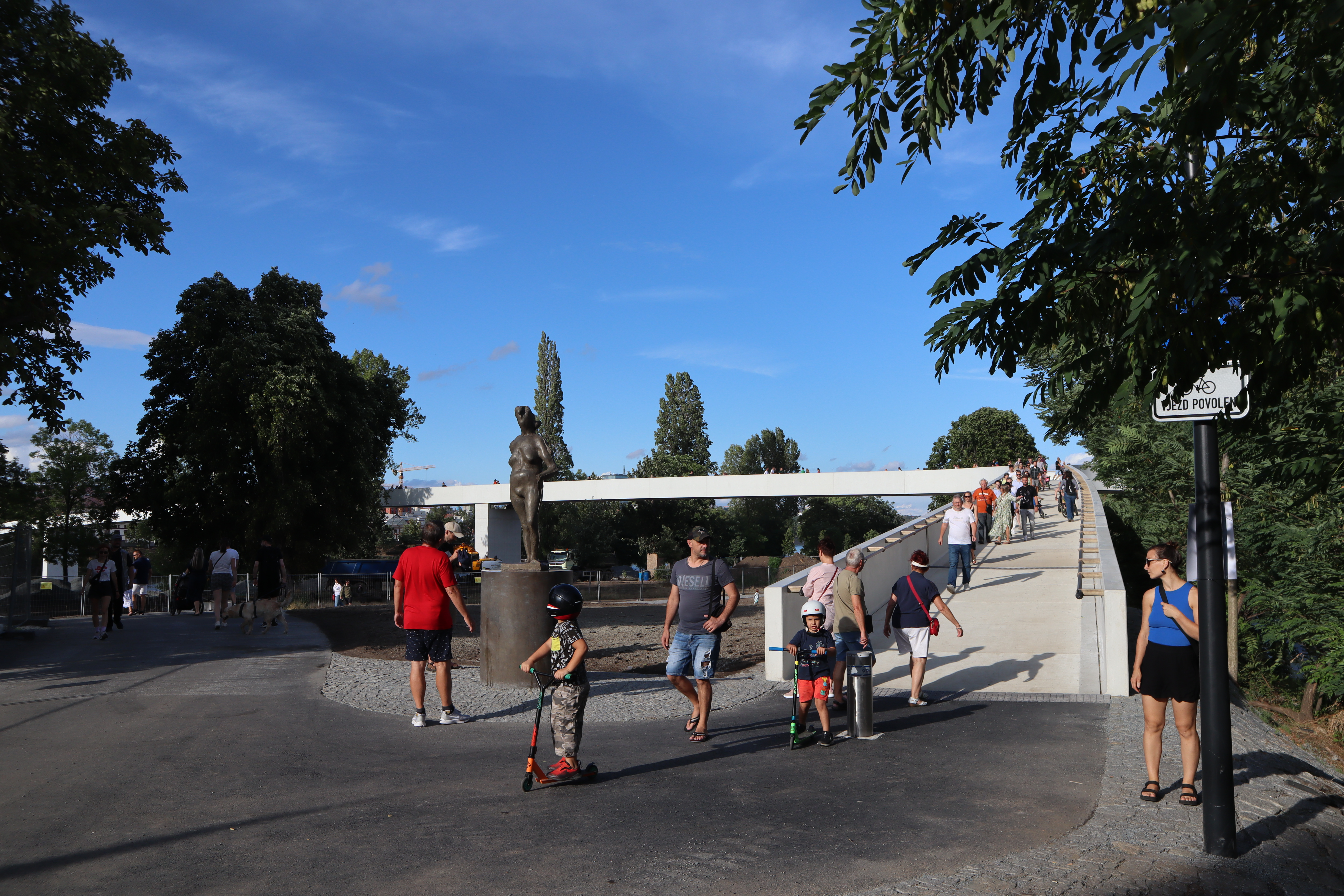
Konec lávky na Štvanici s plastikou Řeka

## Nové dopravní vazby
V Holešovicích je nástup na most před branou do Pražské tržnice na Bubenském nábřeží, na druhé straně potom na Rohanském nábřeží, kde se napojuje na sdílenou stezku pro chodce a cyklisty na protipovodňovém valu. Propojuje tak dvě pražské cyklotrasy A1 a A2 vedoucí po obou březích.
Do doby otevření lávky toto spojení zajišťoval stejnojmenný přívoz zavedený v roce 2015, pěšky šlo z Karlína do Holešovic dojít pouze přes Hlávkův most nebo delší trasou přes Rohanský ostrov a Libeňský most. Na Štvanici bylo možné se dostat jen přívozem nebo po Hlávkově mostu.